# Gnathostomata
Gli gnatostomi (AFI: /ɲaˈtɔstomi/, sing. gnatostoma; in latino Gnathostomata) sono un infraphylum di vertebrati caratterizzati dalla presenza di una bocca provvista di mandibole, responsabile, insieme ad altri caratteri, dello straordinario successo evolutivo di questi animali presenti ormai in tutti gli habitat della Terra, dove esercitano un ruolo di dominanza su tutti gli altri esseri viventi.
È un raggruppamento filogenetico che si è evoluto nel tardo Siluriano da progenitori agnati e comprendente circa 40 000 specie tra condritti, osteitti, anfibi, rettili, uccelli e mammiferi.

## Morfologia
Gli gnatostomi sono caratterizzati dalla trasformazione di uno degli archi branchiali degli Agnati (detto arco mandibolare), in prossimità dell'apertura boccale, in una struttura di presa (mandibola articolata). Può essere costituito o da cartilagine, o da osso di sostituzione: nel primo caso la parte dorsale è detta cartilagine palatoquadrata e quella ventrale cartilagine di Meckel o mandibolare; nel secondo caso si parla rispettivamente di osso quadrato e osso articolare. 
Eccetto che nei Mammiferi, in cui queste due ossa sono molto ridotte, in tutti gli altri gnatostomi costituiscono posteriormente l'articolazione mandibolare, legata ad una serie di muscoli adduttori, elevatori e intermandibolari, che ne permettono il movimento. Non si sa con precisione se sia davvero il primo arco branchiale degli Agnati ad aver dato origine all'arco mandibolare, in quanto si ipotizza l'esistenza di uno o più (massimo tre) archi premandibolari, che nel corso dell'evoluzione si sarebbero perduti, o secondo alcuni uno di essi è andato a formare le trabecole cartilaginee che formano la parte basale del condrocranio dei primi gnatostomi (presenti anche negli Elasmobranchi attuali). 
A sostegno di questa ipotesi vi è anche la presenza di un nervo cranico, il profondo, che probabilmente innervava questo arco nei primi gnatostomi e che poi è diventato un ramo del 5° nervo cranico nella maggior parte dei vertebrati. I primi gnatostomi (come i Placodermi) presentavano delle piastre ossee che ricoprivano l'arcata mandibolare e che le fornivano sostegno. Si pensa che la dentatura si sia sviluppata da queste piastre dermiche o da scaglie modificate. Dietro l'arco mandibolare si è evoluto anche l'arco ioideo, che in molti gruppi di animali (es. Condritti) provvede ad articolarlo con il cranio. Questa articolazione, comparsa circa 400 milioni di anni fa, ha cambiato notevolmente il modo di alimentazione dei Vertebrati, che grazie ad una bocca più mobile, sono diventati i dominatori incontrastati dei mari preistorici e in seguito anche della terraferma, e lo sono tuttora.

## Altre caratteristiche
A differenza degli agnati, presentano narici pari (per questo motivo sono anche detti Anfirini), cinque fessure branchiali, e una serie di archi viscerali articolati (costituiti cioè da una serie di elementi cartilaginei o ossei) che costituiscono lo scheletro branchiale degli Ittiopsidi e che si modificherà a formare altre strutture nei Vertebrati terrestri che hanno perso le branchie nella fase adulta. Altre caratteristiche sono lo sviluppo di pinne pari sostenute da elementi cartilaginei o ossei (cinti pettorali e pelvici) che in seguito daranno origine agli arti dei tetrapodi, l'aggiunta di un terzo canale semicircolare orizzontale ai due già presenti nell'orecchio interno degli Agnati, con conseguente aumento del senso dell'equilibrio e del movimento che ora diventa più attivo. Tutti questi adattamenti evolutivi hanno portato all'estinzione della maggior parte degli Agnati, rappresentati ormai dal solo gruppo dei ciclostomi, che presentano delle forme di alimentazione parassite o saprofaghe.
Oltre alle specie attuali, fanno parte degli gnatostomi i due gruppi estinti dei placodermi e degli acantodi, completamente acquatici (sia di acqua dolce che marini).